# ターミネーター ジェニシス:レボリューション
『ターミネーター ジェニシス:レボリューション』は、3Dアクションシューティングゲーム。iPhone、Android向けのスマートフォンゲームとして公開された。2015年7月公開の映画『ターミネーター:新起動/ジェニシス』の関連作品である。
このゲームはサードパーソン・シューティングゲームに分類され、スカイネットと戦う反乱軍の戦士として人類を救うためのミッションを遂行するというゲーム内容になっている。